# Pleasant Garden (Carolina del Norte)
Pleasant Garden es un pueblo ubicado en el condado de Guilford en el estado estadounidense de Carolina del Norte. La localidad en el año 2000, tenía una población de 4.714 habitantes en una superficie de 39,8 km², con una densidad poblacional de 118,6 personas por km².

## Geografía
Pleasant Garden se encuentra ubicado en las coordenadas 35°57′40″N 79°45′48″O / 35.96111, -79.76333. Según la Oficina del Censo, la localidad tiene un área total de 39,8 km² (15,4 mi²), de la cual 39,7 km² (15,3 mi²) es tierra y 0,1 km² (0 mi²) (0.26%) es agua.

### Localidades adyacentes
El siguiente diagrama muestra a las localidades en un radio de 20 kilómetros (12,4 mi) de Pleasant Garden.

## Demografía
En el 2000 la renta per cápita promedia del hogar era de $45.833, y el ingreso promedio para una familia era de $51.818. El ingreso per cápita para la localidad era de $20.679. En 2000 los hombres tenían un ingreso per cápita de $36.052 contra $29.778 para las mujeres. Alrededor del 8.90% de la población estaba bajo el umbral de pobreza nacional.